# Hansabund

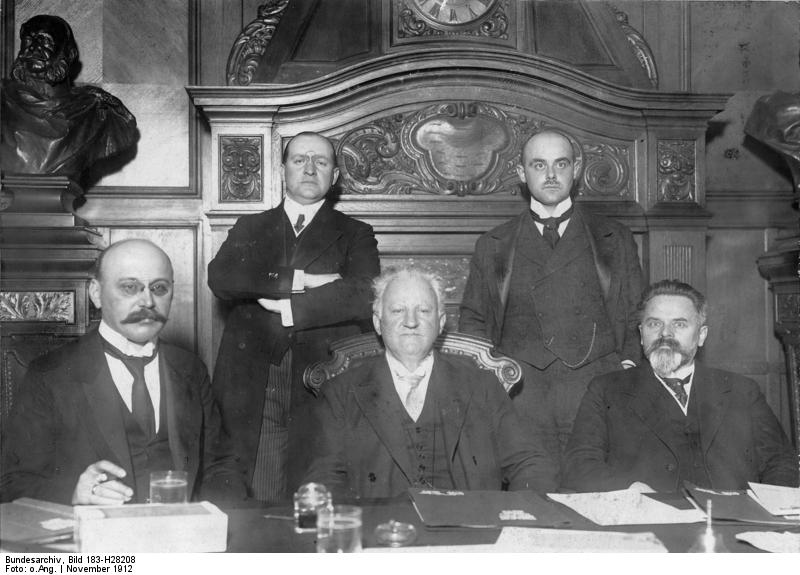
Das Präsidium des Hansa-Bundes bei einer Tagung im November 1912 in Berlin. Von links: Franz Heinrich Witthoefft, Hartmann von Richthofen, Jakob Riesser, Kurt Kleefeld, Albert Hirth.

Der Hansabund für Gewerbe, Handel und Industrie war eine wirtschaftliche Interessenvertretung deutscher Kaufleute und Industrieller mit Sitz in Berlin.
Der Hansabund wurde am 12. Juni 1909 mit dem Ziel gegründet, dem konservativen und protektionistischen Einfluss des Bundes der Landwirte (BdL) einen Verband der modernen Wirtschaft entgegenzusetzen. Der auslösende Moment war das Scheitern des Bülow-Blockes. Dazu hatten die Vertreter des BdL innerhalb der konservativen Partei nicht unwesentlich beigetragen. Der Hansabund wurde getragen vom Centralverband deutscher Industrieller, dem Zentralverband der Vereinigten Innungsverbände als Vertretung des Handwerks sowie dem Zentralverband des Deutschen Bank- und Bankiersgewerbes. Der Bund versuchte nicht nur die Wirtschaft und den alten Mittelstand der Kaufleute und Handwerker, sondern auch den neuen Mittelstand der Angestellten anzusprechen. Immerhin hatte der Bund 1913 650 Ortsgruppen mit 200.000 direkten und weiteren 280.000 korporativen (d. h. über andere Verbände integrierte) Mitglieder. Der Hansabund hatte nicht nur wirtschaftliche, sondern auch politische Ziele. Er wollte das Bürgertum und die öffentliche Meinung gegen die Agrarier mobilisieren, plädierte für eine neue, nicht mehr die Landbevölkerung bevorzugende, Wahlkreiseinteilung; er wandte sich gegen planwirtschaftliche Politik und versuchte, die liberalen Parteien zu gemeinsamen Positionen zu bewegen. Der Bund repräsentierte darüber hinaus zeitweise eine Zusammenarbeit des Liberalismus mit den gemäßigten Kräften der Sozialdemokratie.
Im Vorfeld der Reichstagswahl von 1912 hatte der Bund versucht, wenn irgend möglich einen linksliberalen Kandidaten durchzubringen. Zeitweise hatte der Bund auch Erfolg, weil die Nationalliberalen kurzfristig auf die Linksliberalen zugingen und es 1912 zu einem gesamtliberalen Wahlbündnis kam. Der Hansabund wollte eine Koalition der Mitte gegen die Rechte und war dafür bereit, im begrenzten Ausmaß auch mit der Linken zusammenzuarbeiten. Bei den zahlreichen Stichwahlen drängte der Hansabund darauf, im Zweifel lieber einen Sozialdemokraten als einen Konservativen zu unterstützen. Allerdings führte diese Hinwendung in die linke Mitte bereits früh dazu, dass vor allem Industrieverbände dem Bund den Rücken kehrten. Bereits 1910 hatte sich der Centralverband der Industriellen abgewendet, im Zusammenhang mit der Wahl von 1912 schieden weitere Verbände aus.
Otto Arendt warf dem Hansabund nach der Reichstagswahl von 1912 vor, für die Niederlagen seiner Parteifreunde Edmund Schmidt und Louis Bauermeister, die den Sozialdemokraten unterlegen waren, mitverantwortlich zu sein, weil der Hansabund ausschließlich liberale Kandidaten unterstützt habe.
Der Bund verlor an Gewicht, offiziell aufgelöst wurde er allerdings erst am 31. Dezember 1934 zu Beginn der nationalsozialistischen Herrschaft unter dem Vorsitz des Wirtschaftsjuristen Hans Peter Danielcik. Kurz zuvor hatte er noch durch die Erarbeitung des sogenannten Hansa-Bund-Planes zum Außenhandel versucht seine Existenzberechtigung im nationalsozialistischen Staat zu beweisen.